# Патрушев, Дмитрий Николаевич
Дми́трий Никола́евич Па́трушев (род. 13 октября 1977, Ленинград) — российский государственный деятель. Заместитель председателя правительства Российской Федерации с 14 мая 2024 года.
Министр сельского хозяйства Российской Федерации (2018—2024). Председатель правления «Россельхозбанка» (2010—2018).
Включён в различные санкционные списки, составленные в связи с делом Навального и со вторжением России на Украину в 2022 году. Находится под персональными санкциями Канады, Великобритании, Австралии, Украины, Новой Зеландии.

## Биография

### Происхождение

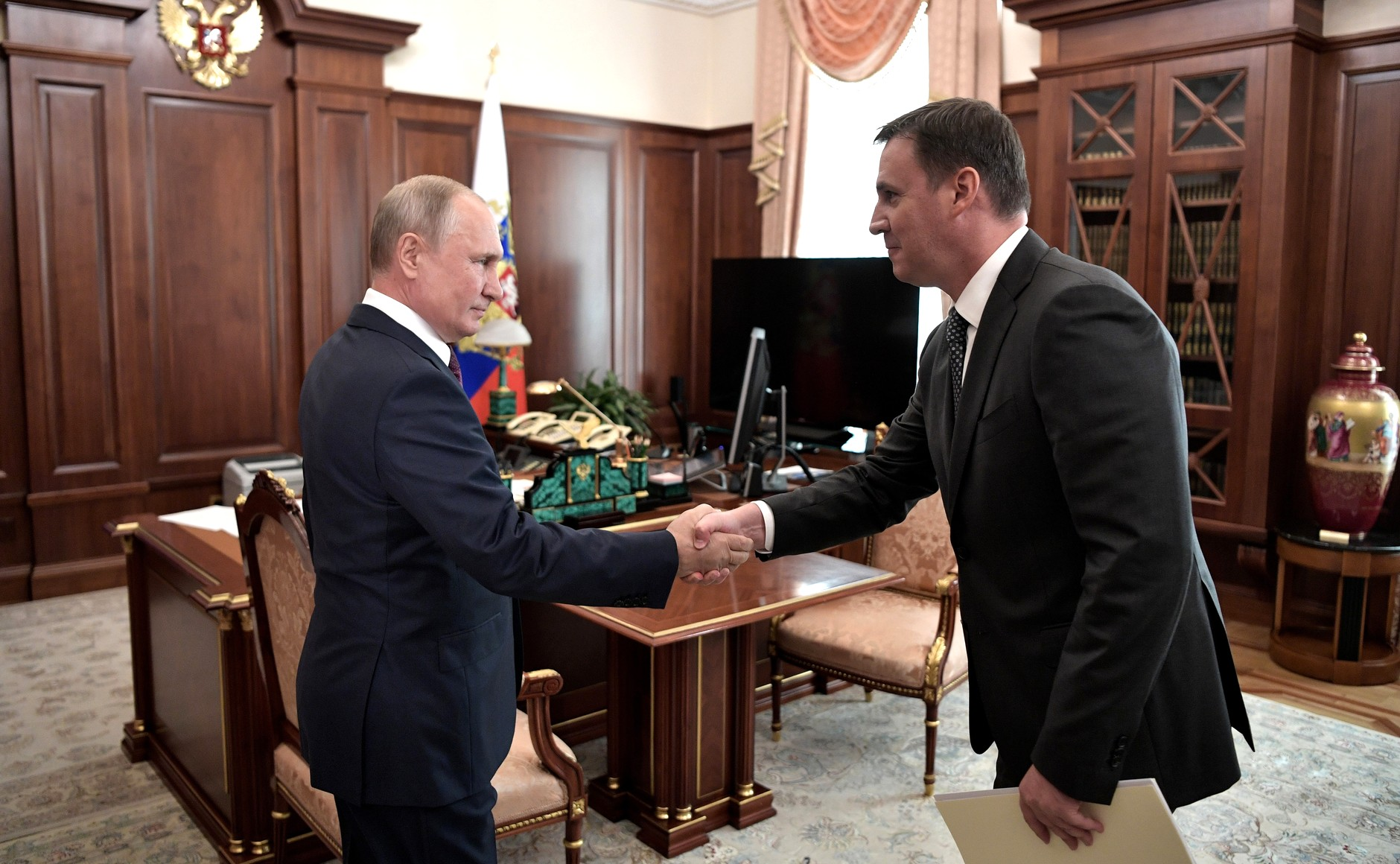
Рабочая встреча с президентом России Владимиром Путиным, 2019 год

Родился 13 октября 1977 года в Ленинграде в семье Николая и Елены Патрушевых.
В 1999 году окончил Государственный университет управления по специальности «Менеджмент».
В 2002—2004 годах прошёл обучение в Дипломатической академии МИД России по специальности «Мировая экономика».
В 2006 году окончил Академию ФСБ.

### Научная деятельность
16 апреля 2003 года в Санкт-Петербургском государственном университете экономики и финансов защитил диссертацию на соискание учёной степени кандидата экономических наук по теме «Организационно-экономические основы развития процессного подхода в управлении качеством научно-исследовательских организаций» (научный руководитель Г. Н. Иванова; официальные оппоненты Б. В. Прянков и П. М. Шавкунов).
3 июля 2008 года в Санкт-Петербургском государственном университете экономики и финансов защитил диссертацию на соискание учёной степени доктора экономических наук по теме «Государственные и рыночные регуляторы в формировании и реализации промышленной политики: на материалах естественных монополий ТЭК» (научный консультант В. В. Корелин; официальные оппоненты В. В. Глухов, А. В. Круглов, С. А. Уваров).
По данным Диссернет, в кандидатской и докторской диссертациях Патрушева обнаружены многочисленные недокументированные заимствования. В частности, в докторской диссертации Патрушева «Государственные и рыночные регуляторы в формировании и реализации промышленной политики: на материалах естественных монополий ТЭК» (2008 год) страницы с 15 по 103, с 364 по 378, и ряд других страниц, представляют собой копию части диссертации Гасана Сафарова «Формирование механизма государственного регулирования естественных монополий в РФ» (2005 год).

### Карьера
В 1999—2002 годах работал в Министерстве транспорта Российской Федерации.
В 2004 году поступил на работу в Банк ВТБ.
С 2007 года занимал должность старшего вице-президента Банка ВТБ.
С 2016 по 2021 год — член совета директоров ПАО «Газпром».

### РСХБ
В 2010—2018 годах — председатель правления, член наблюдательного совета ОАО «Россельхозбанк». При Патрушеве в банке увеличилось количество продуктов и услуг как для физических лиц, так и для бизнеса. Появились новые направления: страховое и инвестиционное. Также выросли объёмы поддержки АПК. С 2010 по 2017 год кредитный портфель РСХБ увеличился более чем в четыре раза. В 2017 году он составил 2,97 триллиона рублей.

#### Расследования
В статье в газете «Ведомости» утверждается, что приходом в РСХБ Дмитрия Патрушева было возбуждено 1500 уголовных дел, 68 из которых – против сотрудников банка, 11 из них — против руководителей подразделений. Общий ущерб от их действий оценивался в 23,5 млрд руб.
После ухода старой команды Патрушев сосредоточился на возврате проблемных кредитов. До конца проблему решить не удалось, однако к 2018 году их доля составляла 18% по сравнению с 27% на начало 2013 года.
При Патрушеве РСХБ стал более прозрачным. Его шаги по централизации рисков, безопасности, внутреннего контроля позволили в 2013 г. предотвратить возможный ущерб на сумму около 100 млрд руб.

### Министр сельского хозяйства
18 мая 2018 года назначен министром сельского хозяйства Российской Федерации, 21 января 2020 года переназначен на данный пост.
За время работы Патрушева на посту министра отрасль демонстрировала рекорды в растениеводстве, животноводстве, экспорте. Значительную роль в этом сыграли механизмы господдержки. С 2018 по 2024 год финансирование сельскохозяйственной отрасли выросло более чем в 2 раза.
В 2019 году под руководством Патрушева была разработана госпрограмма «Комплексное развитие сельских территорий», в рамках которой была запущена сельская ипотека.
В 2020 году Россия впервые за постсоветскую историю стала нетто-экспортером продовольствия. Всего за рубеж поставлено 79 млн т сельхозпродукции и продовольствия на $30,7 млрд (импорт составил $29,7 млрд). В 2023 году экспорт продовольственных товаров и сельскохозяйственного сырья достиг $43,1 млрд.

### Заместитель Председателя Правительства Российской Федерации
14 мая 2024 года указом президента России Владимира Путина назначен Заместителем Председателя Правительства Российской Федерации во втором Правительстве Михаила Мишустина.
При голосовании в Государственной Думе за кандидатов на посты в Правительстве заручился единогласной поддержкой депутатов.
В Правительстве курирует сельское хозяйство, агропромышленный комплекс, экологию. В его ответственности также находится координация социально-экономического развития регионов Сибирского федерального округа.
С августа 2024 г Патрушев является председателем Постоянно действующей противоэпизоотической комиссии правительства РФ.

### Органы корпоративного управления
С 2016 года — член совета директоров ПАО «Газпром».
С 2018 года — председатель наблюдательного совета АО «Россельхозбанк».
С июля 2022 г. — член наблюдательного совета Курчатовского института.
С 21 июня 2024 г. — председатель наблюдательного совета компании «Российский экологический оператор».

## Международные санкции
Дмитрий Патрушев включён в несколько санкционных списков, составленных в связи со вторжением России на Украину в 2022 году:
- В марте 2022 года включён в санкционный список Канады «соратников режима» за «соучастие в неоправданном вторжении России на Украину»[31][32][33].
- В том же месяце — в санкционный список Великобритании, поскольку является «вовлечённым лицом, получившим выгоду от правительства России или поддерживающим его»[34].
- 19 июня 2022 года включён в санкционный список Украины как руководитель «государственной власти, которая участвует в реализации государственной политики России и подрывает или угрожает территориальной целостности, суверенитету и независимости Украины»[35].
- С 1 июля 2022 года персональные санкции против него также ввела Австралия из-за российского вторжения на территорию Украины[36].
- В июле 2022 года включён в дополнительные санкционные списки Канады. Джастин Трюдо отметил, что Дмитрий Патрушев был взят из списка, который составил Алексей Навальный[37].

По аналогичным основаниям находится под персональными международными санкциями Новой Зеландии.

## Семья
С 2018 года Патрушев ни разу не указывал в декларациях супругу.
Согласно декларации за 2021 год, у Патрушева шестеро несовершеннолетних детей — три сына и три дочери.
Отец — Николай Платонович Патрушев — российский государственный деятель, Директор ФСБ России (1999—2008), Секретарь Совета безопасности Российской Федерации (2008—2024).
Мать — Елена Николаевна Патрушева (род. 1955) — работала врачом ультразвуковой диагностики, была сотрудником Внешэкономбанка. В 1993 году она стала, вместе с Борисом Грызловым и другими одноклассниками и сослуживцами супруга, учредителем ТОО «Борг», специализировавшемся на экспорте металлолома.
Брат — Андрей Патрушев — бывший заместитель гендиректора по развитию шельфовых проектов «Газпром нефти» и бывший гендиректор «Газпром нефть шельфа». Генеральный директор Центра «Арктические инициативы».

## Награды
- Орден Почёта (26 октября 2016) — за большой вклад в организацию кредитного обеспечения агропромышленного комплекса[46]
- Орден Кадырова (26 апреля 2023) — за особые выдающиеся заслуги перед Чеченской Республикой, связанные с развитием отраслей сельского хозяйства и агропромышленного комплекса
- Медаль «За заслуги перед Чеченской Республикой» (26 декабря 2017) — за заслуги в развитии экономики, значительный вклад в дело совершенствования банковской системы Чеченской Республики[47]
- Заслуженный работник сельского хозяйства Чеченской Республики (15 апреля 2022) — за заслуги в укреплении государственности, значительный вклад в развитие сельского хозяйства Чеченской Республики[48]
- Медаль «За вклад в развитие Евразийского экономического союза» (29 мая 2019, Высший совет Евразийского экономического союза)[49]
- Благодарность Правительства Российской Федерации (30 сентября 2016) — за достигнутые трудовые успехи и активную общественную деятельность[50]
- Почётная грамота Министерства сельского хозяйства РФ — за многолетний добросовестный труд в системе АПК[51][52]
- Диплом Ассоциации российских банков — за вклад в развитие банковской системы[51][53]
- Отраслевая премия «Банкир года» (2015)[54][55]